# Programació reactiva
En informàtica, la programació reactiva és un paradigma de programació orientat a conservar la coherència del conjunt amb la propagació dels canvis d'una font reactiva cap als elements que en depenen.
En programació imperativa l'assignació {\displaystyle a:=b+10} implicaria que en arribar a aquest punt es faria la suma de b i 10 i, posteriorment, el resultat seria assignat a a. En programació reactiva aquesta comanda s'executa cada cop que b és modificada, de manera que el valor d'a sempre està lligat al valor de b.
Aquest funcionament és conegut pel públic general quan usa un full de càlcul. El valor d'una cel·la canvia quan canvia el valor de qualsevol d'aquelles a les que està lligada. En un disseny model-vista-controlador és molt útil, ja que podem definir la vista amb dades del model a les que està lligada i també a variables del controlador.